# Lasionycta mutilata
Lasionycta mutilata là một loài bướm đêm thuộc họ Noctuidae. Nó được tìm thấy ở Vườn quốc gia Oregon và Yellowstone, Montana và Wyoming, northward tới Alaskan Panhandle và Dãy núi Rocky của Alberta. It is absent từ quần đảo Queen Charlotte.
Nó được tìm thấy ở high transition zone và subalpine conifer forests và is nocturnal.
Con trưởng thành bay từ cuối tháng 6 qua tháng 8.

## Hình ảnh

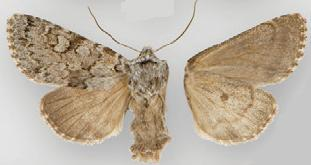